# Ibne Iunus

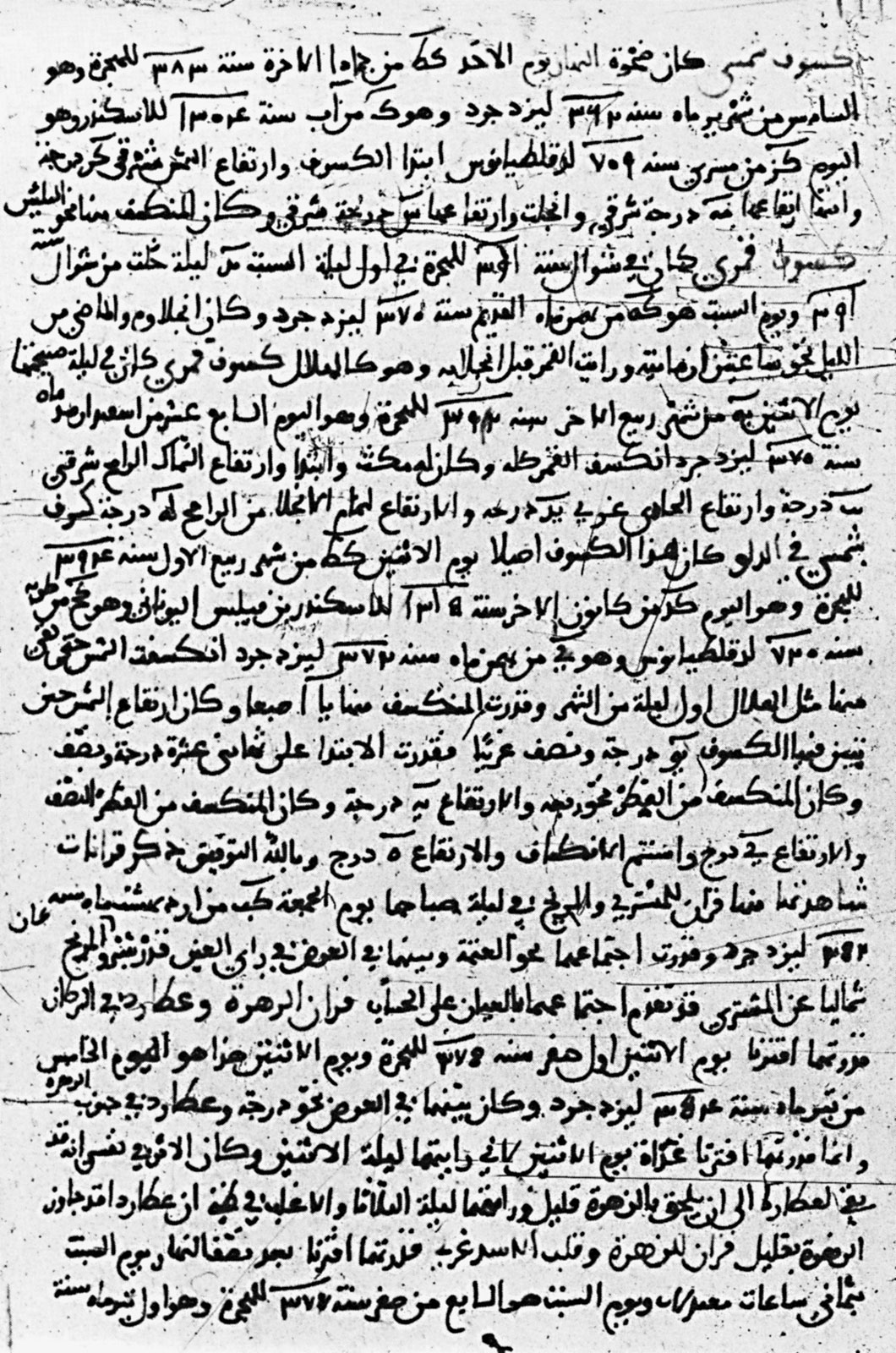
Escrita de ibne Iunus

Ibne Iunus (em árabe: ابن يونس; ca. 950 — 1009), cujo nome completo era Alboácem Ali Abi Saíde Abderramão ibne Amade ibne Iunus Assadafi Almisri, foi um astrônomo e matemático egípcio.